# Saint-Denis-le-Ferment

Saint-Denis-le-Ferment este o comună în departamentul Eure, Franța. În 1 ianuarie 2022 avea o populație de 502 de locuitori.